# کینوتاور
کینوتاور (به روسی: Кинотавр) که با نام «جشنوارهٔ فیلم باز روسیه» نیز شناخته می‌شود، یک جشنوارهٔ باز فیلم است که هر ساله از ژوئن ۱۹۹۱ میلادی در شهر سوچی کشور روسیه برگزار می‌شود. این جشنواره، بزرگترین جشنوارهٔ فیلم ملی در کشور روسیه است.
واژهٔ کینوتاور در زبان روسی، تک‌واژی چندوجهی به‌معنای «سینما» و «گاو نر» است (مانند قنطروس یا مینوتور).

## جایزه‌ها
- جایزهٔ بزرگ
- جایزهٔ بهترین کارگردان
- جایزهٔ بهترین اقتاس
- جایزهٔ بهترین بازیگر نقش اول مرد
- جایزهٔ بهترین بازیگر نقش اول زن
- جایزهٔ بهترین فیلمنامه که «جایزهٔ گریگوری گورین برای بهترین فیلمنامه» خوانده می‌شود.
- جایزهٔ بهترین موسیقی که «جایزهٔ میکائیل تاریوردیف برای بهترین موسیقی» خوانده می‌شود.
- جایزهٔ مسابقه «کینوتاور: فیلم کوتاه»

در طول تاریخ این جشنواره، جایزه‌های زیر نیز اعطا می‌شد:
- جایزهٔ بزرگ (دومین جایزه) برای ردهٔ دوم بهترین فیلم
- جایزهٔ ویژهٔ هیئت داوران
- جایزهٔ «رز الماس»
- جایزهٔ انجمن صنفی تولیدکنندگان فیلم روسیه برای پروژهٔ بهترین تولید
- جایزهٔ انجمن صنفی فیلم محققان روسی و منتقدان فیلم
- جایزهٔ شورای ریاست جشنواره